# 로만 폰 웅게른슈테른베르크 남작
로만 니콜라이 막시밀리안 표도로비치 폰 웅게른슈테른베르크 남작(러시아어: Барон Рома́н-Никола́й-Максими́лиан Рома́н Фёдорович фон У́нгерн-Ште́рнберг, 독일어: Robert Nikolaus Maximilian Freiherr von Ungern-Sternberg 로베르트 니콜라우스 막시밀리안[*]: 1886년 1월 10일-1921년 9월 15일)은 오스트리아 태생의 러시아 군인이다. 러시아 내전 때 반공주의 백군 진영에 가담해 중장까지 진급했다. 내전 후기에는 외몽골을 강점하고 있던 중화민국 북양정부를 몰아내고 외몽골의 독립 군벌이 되었다.
웅게른슈테른베르크 남작은 범군주주의자로 미하일 알렉산드로비치 대공을 전러시아의 황제로 옹립하여 러시아 제정을 복고시키고자 했으며, 몽골에서는 복드 칸의 지배 하에 몽골 제국을 부활시키려 했다. 몽골 점령 기간 동안 밀교에 심취했고,  잔혹한 엽기행동을 적아를 막론하고 반복하여 "미친 남작"이라는 별명을 얻었다. 1921년 2월에서 9월 사이 5개월간 웅게른슈테른베르크는 복드 칸국의 수도 니슬렐 휘리(현 울란바토르)를 공포와 폭력으로 통치했다.
1921년 6월, 동시베리아의 반공 반란을 지원하기 위해 원정을 갔으나 패배했고 2개월 뒤 노농적군에게 포로로 잡혔다. 적군은 노보니콜라옙스크에서 웅게른슈테른베르크 남작을 반혁명 혐의로 약식 기소했고, 웅게른슈테른베르크는 6시간짜리 재판에서 사형을 선고받고 처형되었다.

## 생애

### 유년기

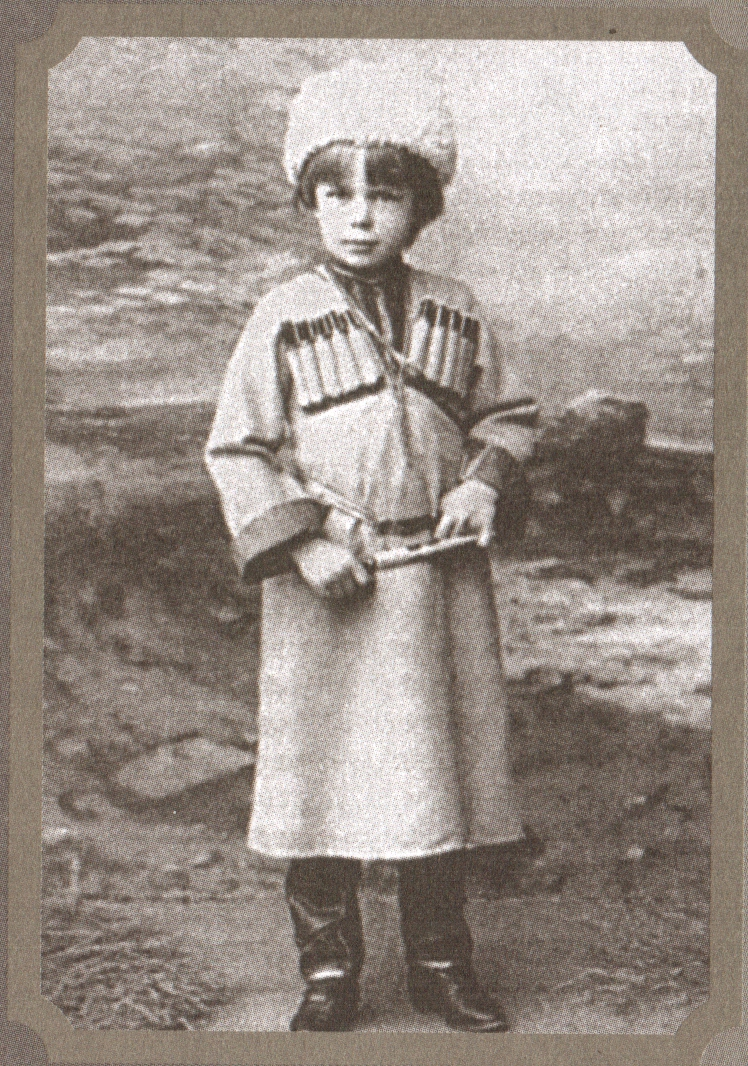
어린 로만 폰 웅게른슈테른베르크.

로베르트 니콜라우스 막시밀리안 폰 웅게른슈테른베르크 남작은 1886년 오스트리아-헝가리 슈타이어마르크 공국 그라츠의 발트 독일인 귀족가에서 태어났다. 웅게른슈테른베르크가는 중세에 오늘날의 에스토니아 지역에 정착한 가문이다. 로베르트 폰 웅게른슈테른베르크의 모국어는 독일어였으나, 프랑스어, 러시아어, 영어, 에스토니아어도 유창했다. 모친 조피 샤를로테 폰 빔펜(Sophie Charlotte von Wimpffen)은 독일계 귀족이었고, 부친은 테오도어 레온하르트 루돌프 폰 웅게른슈테른베르크 남작(Theodor Leonhard Rudolph Freiherr von Ungern-Sternberg: 1857년–1918년)이었다. 헝가리인 혈통도 좀 섞여 있었고, 바투 칸의 후손을 자칭했다고 알려져 있다.
1888년, 로베르트의 가족은 가문의 본거지인 에스토니아 레발(오늘날의 탈린)로 이주했다. 당시 에스토니아는 러시아 제국의 에스토니아 현으로 존재했고, 레발은 그 현청소재지였다. 1891년 부모가 이혼했고, 모친은 오스카르 안젤름 헤르만 폰 호이닝겐호이네 남작(Oskar Anselm Hermann Freiherr von Hoyningen-Huene)이라는 다른 발트 귀족과 재혼했다. 로베르트는 레발 시내에서 40여 마일 떨어진 숲 속(오늘날의 얘르바칸디)에 위치한 호이닝겐호이네 저택에서 성장했다. 여름에는 발트해의 다고섬(오늘날의 히우마섬)의 별장에서 지냈다. 로베르트는 이 섬이 200년 넘게 자기 가문의 소유였음을 자랑하기를 즐겼다.
소년 로베르트 폰 웅게른슈테른베르크는 흉악할 정도의 불량소년이었다. 다른 불량아들도 그를 두려워할 정도였고, 주변 부모들은 자기 자식이 그와 어울리지 못하게 했다. 웅게른슈테른베르크는 늦어도 열두 살 때부터 동물을 고문하기를 즐겼으며, 사촌의 애완 올빼미를 아무 이유 없이 목졸라 죽인 적도 있었다. 웅게른슈테른베르크는 자신의 귀족 혈통에 엄청난 자부심을 가지고 있었다. 훗날 일이지만 그는 자기 가문이 “수 세기 동안 노동계급에게 명령"을 받은 바 없으며, “더러운 노동자들”이 광대한 러시아 제국의 지배자가 되는 것을 참을 수 없다고 썼다.
웅게른슈테른베르크는 자신의 독일계 혈통을 자랑스러워했지만 동시에 자신을 러시아 제국 신민으로 명백하게 정체화했다. 자기 가문이 러시아에 어떤 기여를 했냐는 물음에 웅게른슈테른베르크는 전쟁터에서 죽은 사람이 72명이라고 자랑스럽게 대답했다. 웅게른슈테른베르크는 “기마민족”들의 도움을 받아 유럽 열국에 군주제가 복고될 것이라고 믿었다. 이 때 기마민족이란 카자크인, 부랴트인, 타타르인, 몽골인, 키르기스인, 칼미크인 등을 의미했다.
1898년, 부친 테오도어 폰 웅게른슈테른베르크 남작이 사기죄로 수감되었다가 정신병원으로 옮겨졌다. 1900년에서 1902년 사이 언제쯤부터 웅게른슈테른베르크는 니콜라이 1세 김나지움에서 수학했다. 생활기록부를 보면 웅게른슈테른베르크는 버르장머리 없고 성미가 급했으며, 선생이나 학생들과 싸움질이 잦았다. 또한 침대에서 흡연을 하거나 장발을 기르거나 무단 외출을 하는 등 소소한 교칙위반도 계속 저질렀다. 결국 교장이 1905년 2월 그의 계부와 모친에게 자퇴를 해달라고, 그렇지 않으면 강제 퇴학시킬 수밖에 없다고 편지를 쓸 지경이 된다. 그래서 1905년 학교를 때려친 웅게른슈테른베르크는 군에 입대하여 러일전쟁에 종군했다. 하지만 그가 전쟁이 끝나기 전에 극동전선에 도착했는지 여부는 불명확하다. 그래서 전쟁에 제대로 종군했는지도 알 수 없다. 하지만 어쨌든 참전자로 취급되어 1913년 러일전쟁 기념포장을 수훈했다.
1905년 러시아 혁명이 터졌고, 에스토니아인 농민들은 독일계 발트 귀족 상전들에 대항해 민란을 일으켰다. 농민들은 귀족 지주들을 린치하고 그들의 대저택에 불을 질렀다. 이 때 웅게른슈테른베르크가 자란 숲 속 저택도 불에 타 사라졌다. 1905년 혁명으로 인한 저택의 소실은 웅게른슈테른베르크에게 심각한 정신적 충격을 주었다. 민란을 경험한 웅게른슈테른베르크는 자기 가문의 땅에서 일하는 에스토니아인 농민들이 “거칠고 무식하며, 이해하려 노력도 않고 그저 모든 사람들을 증오하는” 막되먹은 자들이라는 고정관념을 굳혔다.
1906년, 웅게른슈테른베르크는 상트페테르부르크의 파블롭스코에 군사학교에 생도로 입학했다. 웅게른슈테른베르크는 해군생도였을 때에 비해 육군생도로서 좀더 모범적인 생활을 했다. 같은 시기, 웅게른슈테른베르크는 오컬트에 심취하여 특히 불교에 관심을 가졌다. 그의 사촌 헤르만 폰 카이저링 백작은 훗날 웅게른슈테른베르크 남작이 10대 싲러부터 “티베트나 힌두 철학”에 관심이 많았고, “기하학적 상징”들에 신비한 힘이 있다는 둥의 말을 했다는 회고를 남겼다. 카이저링 백작은 웅게른슈테른베르크 남작이 자기가 만나본 사람 중에 형이상학적, 오컬트적 재능이 가장 뛰어난 사람이었고, 사람의 마음을 꿰뚫어보는 심비안을 지녔다고 믿었다. 훗날 웅게른슈테른베르크는 몽골인들에게 전쟁신 잠사란의 화신, 또는 칭기즈 칸의 환생으로 여겨졌다. 하지만 웅게른슈테른베르크는 몽골에서도 루터교 신앙을 저버리지 않았고, 이런 화신설이나 환생설을 공식적으로 주장한 적도 없다.
장교로 임관한 웅게른슈테른베르크는 동시베리아의 제1아르군스키 연대에 배속되었고 그 뒤 제1아무르 카자크연대로 옮겼다. 여기서 웅게른슈테른베르크는 몽골인이나 부랴트인 같은 유목민들의 생활방식에 심취했다. 웅게른슈테른베르크는 아시아 문화를 더 알고 싶어서 아시아의 카자크 연대에 배치되기를 특별히 요청했고, 그 요청은 받아들여졌다. 이 시기 웅게른슈테른베르크는 폭음과 고약한 성질머리로 악명이 자자했고, 결투 중 상대의 칼에 맞아 얼굴에 큰 흉터가 생겼다. 이 때 칼에 맞아 흉터 뿐 아니라 뇌손상이 생겨 웅게른슈테른베르크의 광기가 시작되었다는 속설도 있다. 하지만 연구 결과 웅게른슈테른베르크에게는 심신미약에 해당하는 정신병이 없었다. 웅게른슈테른베르크는 동양 문화, 특히 아시아 문화, 그 중에서도 몽골과 부랴트 문화에 지속적인 관심을 가졌다. 웅게른슈테른베르크는 기승 실력이 뛰어난 기병이었기 때문에 유목민들 사이에 평판을 얻었다. 그는 기마검술과 기마총술에 모두 능숙했다고 한다. 1913년, 웅게른슈테른베르크는 자원해서 예비역으로 전역했다. 그리고 몽골인들이 중국으로부터 독립하려는 것을 돕겠다고 외몽골로 갔다. 하지만 러시아 관리들은 웅게른슈테른베르크가 몽골인들과 함께 싸우지 못하게 막았다. 대신 웅게른슈테른베르크는 서몽골 허브드의 러시아 영사관에 배치된 카자크 친위대 분견대에서 근무했다.

### 1차대전기
1914년 7월 19일, 웅게른슈테른베르크는 제34카자크연대에 배치되면서 현역으로 복귀했다. 제34카자크연대는 갈리치아 방면에서 오스트리아군과 대치하는 부대였다. 웅게른슈테른베르크는 동프로이센 침공작전에 참여했고, 1915년-1916년 L.N 푸틴 기병특무대의 독일군 후방교란작전에도 참여했다. 그 뒤엔 네르친스크 연대로 옮겼다. 동부전선에서 웅게른슈테른베르크는 매우 용맹한, 하지만 무모하고 불안정할 정도로 용맹한 장교라는 평판을 얻었다. 그는 죽음을 두려워하지 않았으며, 기병대 돌격을 지휘하거나 전장의 한복판에 놓여 있을 때 환희를 느끼는 것 같았다. 성 게오르기 4등장, 성 블라디미르 4등장, 성 안나 3등, 4등장, 성 스타니슬라프 3등장 등 많은 훈장을 받았다. 그러나 이렇게 군공을 세웠음에도 버릇을 못 버려서 1916년 10월 술에 취해 다른 장교와 일꾼을 두들겨 팼다가 지휘관에서 면직당했다. 군법정에서는 웅게른슈테른베르크에게 영창 2개월을 선고했다. 웅게른슈테른베르크의 면직에 관해서는 표트르 브랑겔도 회고록에 언급을 남겼다.
1917년 1월 석방된 웅게른슈테른베르크는 러시아 제국이  오스만 제국과 대결하던 캅카스 전역으로 이동했다. 2월 혁명이 일어나 로마노프 황가가 몰락한 것은 골수 군주주의자인 웅게른슈테른베르크에게 치명적 일격이었다. 웅게른슈테른베르크는 혁명을 러시아의 종말의 시작으로 받아들였다. 캅카스 전선에서 웅게른슈테른베르크는 훗날 시베리아의 대표적인 반공 군벌이 되는 카자크 대위 그리고리 세묘노프를 처음 만났다. 1917년 4월, 페르시아 우리마 근교에서 웅게른슈테른베르크와 세묘노프는 현지의 아시리아인 기독교도들을 긁어모아 의용군을 조직했다. 당시 오스만 제국은 소수민족인 아시리아인을 인종청소하여 수천 명의 아시리아인들이 러시아 전선 쪽으로 도망치고 있었다. 웅게른슈테른베르크와 세묘노프는 이 아시리아인들을 부대로 조직하여, 혁명 때문에 사기가 떨어지고 뒤숭숭해진 러시아군에 모범으로 삼으려는 꿍꿍이였다. 웅게른슈테른베르크의 지휘 하에 아시리아인 부대는 튀르크에 대항해 소소한 승리를 몇 번 거두었으나, 그래 봤자 러시아의 전체 전황에 큰 보탬은 되지 못했다. 이후 세묘노프는 아시리아인들을 데리고 했던 경험을 시베리아의 부랴트인들을 대상으로 시도해 보자는 생각을 떠올렸다. 케렌스키의 러시아 공화국 임시정부는 세묘노프의 계획을 승인했고, 웅게른슈테른베르크도 동쪽으로 가서 부랴트인 연대를 모집하는 친구와 합류했다.

### 러시아 내전기
볼셰비키가 10월 혁명을 일으키자 세묘노프와 웅게른슈테른베르크는 로마노프가에 대한 충성을 선언했다. 1917년 말, 웅게른슈테른베르크와 세묘노프, 그리고 다른 카자크 다섯 명은 중-러 국경의 동청 철도 철도역에서 친공산 전투원 1,500 여명을 평화롭게 무장해제시켰다. 그리고 그 철도역을 거점으로 삼아 자바이칼 지역에서의 전쟁을 준비했다. 그들은 만주 특별연대를 모집하기 시작했으며, 이 부대는 세묘노프의 반공 군대의 중핵이 된다.
동청 철도의 러시아 쪽 노선에서 백군이 적군을 패퇴시키자, 세묘노프는 웅게른슈테른베르크에게 다우리아의 철도역에 주둔한 부대의 사령관 직을 맡겼다. 이 철도역은 바이칼호 동남동 지역의 전략 요충지였다. 세묘노프와 웅게른슈테른베르크는 열렬한 반공주의자들이었지만, 동시에 백군 지도부 내에서도 이질적인 별종들이었다. 그들의 계획은 다른 주요 백군 지도자들과 달랐다. 세묘노프는 시베리아 지역 백군의 명목상 총사령인 알렉산드르 콜차크 제독의 권위를 인정하기를 거부하고 독립적으로 행동했다. 그런 세묘노프를 일본이 무기와 자금을 대주며 지원했다. “강대한 무적의 러시아”를 믿어 의심치 않은 콜차크나 데니킨 같은 이들은 이런 세묘노프의 행위를 외환행위로 간주했다. 웅게른슈테른베르크는 직제상 세묘노프의 부하였지만 그 역시 세묘노프로부터 독립해 따로 놀기 시작했다. 콜차크 제독은 보수주의자였지만 제정복고파는 아니었고, 백군이 승리하면 1918년 1월 볼셰비키들에 의해 해산당한 제헌의회를 다시 열겠다고 공약했다. 그리고 군주제를 복고할지 여부는 의회에서 결정하자고 주장했다. 하지만 골수 귀족인 웅게른슈테른베르크 남작은 군주란 모름지기 신 앞에만 책임을 지는 존재이며, 군주정체는 신이 허락한 정체라는 생각을 버리지 않았다. 하여 웅게른슈테른베르크는 1905년 10월 선언 이전의 상태로 러시아를 되돌리려야 한다는 자기확신에 차 있었다. 그에게 러시아 인민의 의견은 고려할 가치가 없었다. 군주란 인민에게 책임을 질 필요가 없기 때문이다.
하이라얼과 다우리아 일대에서 군사적 성공을 거둔 웅게른슈테른베르크는 소장 계급을 받아 장성이 되었다. 세묘노프는 웅게른슈테른베르크를 신뢰하여 그에게 부대 편성을 맡겼다. 그들은 부랴트인과 몽골인을 징집했다. 다우리아에서 웅게른은 "아시아 기마사단(러시아어: Азиатская конная дивизия)"이라는 의용사단을 편성했는데, 이 부대는 러시아인, 부랴트인, 타타르인, 바시키르인, 서로 다른 부족 출신의 몽골족, 중국인, 만주인, 폴란드인, 그리고 일본인과 조선인 용병까지 포함된 민족적 잡탕 부대였다. 웅게른슈테른베르크는 다우리아의 철도역 주둔지를 강화하고 그곳을 일종의 요새로 삼아 적군을 공격했다. 웅게른슈테른베르크 치하의 다우리아는 수많은 사람들이 빨갱이 또는 도둑놈으로 고발되어 사형당해 그 뼈가 널린 “고문의 중심지”가 되었다. 이 때 라우렌츠 대령(Col. Laurentz)이라는 자가 웅게른슈테른베르크의 수석 망나니 역할을 했다. 라우렌츠 대령은 나중에 몽골로 거점이 옮겨진 뒤 웅게른슈테른베르크의 신임을 잃고 자기도 사형당했다고 하는데, 그 정확한 전후 정황은 알 길이 없다. 다른 백군 부대들처럼 웅게른슈테른베르크의 부대 역시 보급을 "징발"에 의존했다. 다우리아에서 만주 쪽을 지나가는 열차들은 모두 세워서 뒤졌다. 하지만 콜차크 부대의 물건에는 손을 대지 못하고, 대개 러시아인, 중국인 민간 상인들의 사유재산이 강탈되었다.
1919년, 러시아가 내전으로 난장판이 된 틈을 타 중국 안휘파 군벌들이 서수쟁이 이끄는 군대를 보내 외몽골을 강점했다. 이것은 외몽골의 자치를 보장하고, 소수의 영사관 수비병력을 제외하면 중국군은 외몽골에 주둔할 수 없다는 1915년의 러-몽-중 삼자협정을 위반하는 것이었다. 안휘파는 일본의 지원을 받는 군벌이었지만, 일본이 중국의 외몽골 강점에 영향을 미쳤다는 구체적 증거는 아직 문서로써 확인된 바 없다. 안직전쟁으로 안휘파가 실각하자 몽골에 주둔한 중국 병사들은 사실상 버려졌다. 그들은 반란을 일으키고 몽골인과 외국인들을 마구 죽이고 약탈했다. 당시 중국군 병력 중에는 내몽골의 차하르부 병사들도 소속되어 있었다. 이것은 현재까지 이어지는 외몽골(할하부)과 내몽골의 불화의 주요 원인이 된다.
이런 상황에서 웅게른슈테른베르크는 1919년 2월-9월 만주-중국 방면으로 왔다. 여기서 웅게른슈테른베르크는 러시아 왕당파들과 연락을 유지하고 세묘노프를 위한 준비를 했으며, 또한 만주 군벌 장작림을 만났다. 1919년 7월, 웅게른슈테른베르크는 하얼빈에서 만주 귀족 여자 지씨(Ji)와 정교회식 결혼식을 올렸다. 신부는 엘레나 파블로브나(Elena Pavlovna)라는 러시아식 이름을 받았다. 부부는 영어로 대화했다. 지씨는 동청 철도 서쪽 끝에 주둔한 중국군의 사령관이자 하이라얼의 지배자인 Zhang Kuiwu의 인척이었기에, 이것은 전형적인 정략결혼이었다.

### 외몽골 해방에 기여
콜차크가 적군에게 패배하고, 일본이 자바이칼 지역의 원정군을 철수시키기로 결정하면서, 적군의 압박을 견디지 못한 세묘노프는 만주로 후퇴하려 했다. 하지만 웅게른슈테른베르크는 이것을 자신의 기회라고 생각했다. 1920년 8월 7일, 웅게른슈테른베르크는 세묘노프를 배신하고 아시아 기마사단을 유격대로 전환시켰다. 웅게른슈테른베르크의 부대는 외몽골 국경을 향해 움직이기 시작했고, 1920년 10월 1일 국경을 넘고 계속 남쪽으로 향했다. 그리고 방향을 서쪽으로 틀어서 몽골의 수도 니슬렐 휘리(현 울란바토르)를 향했다. 그리고 도시를 점령하고 있는 중국군과 협상을 시작했다. 중국군의 무장해제를 비롯한 웅게른슈테른베르크의 요구는 모두 거부되었다. 1920년 10월 26-27일에서 11월 2-4일, 웅게른슈테른베르크는 니슬렐 휘리를 공격했다. 하지만 큰 피해를 입고 패퇴했다. 웅게른슈테른베르크는 외몽골 동부 세첸 칸 아이막(세첸 칸이라는 왕공의 봉읍) 케룰렌강 상류 지역으로 후퇴했다. 중국으로부터 독립하고 싶어한 몽골인들은 웅게른슈테른베르크에게 협조했다. 특히 몽골의 영적, 세속적 지도자 복드 칸은 웅게른슈테른베르크에게 밀서를 보내 중국군을 몽골에서 쫓아내 줄 것을 부탁했다. 이 즈음 중국은 몽골의 불교 사원들을 규제하고 "분리주의자"로 간주되는 러시아인과 몽골인들을 잡아들이면서 몽골에 대한 통제를 강화하고 있었다. M.G. 토르놉스키의 회고록에 따르면 당시 아시아 기마사단의 병력은 1,460명, 니슬렐 휘리의 중국군 주둔병은 7,000 여명이었다. 중국군에게는 포병과 기관총도 있었고, 도시 주변으로 참호망도 건설했다. 웅게른슈테른베르크는 부대원들의 사기저하와 탈영을 막기 위해 가혹한 군율을 적용했다.
웅게른슈테른베르크의 군대는 1월 31일 니슬렐 휘리를 향해 움직이기 시작했다. 2월 2일 중국군의 전선과 맞붙어 도시 일부를 점령했다. 보리스 레주킨이 이끄는 분견대가 도시 남동쪽의 중국군 요새들을 함락시켰다. 전투가 진행되는 와중 티베트인, 몽골인, 부랴트인, 러시아인으로 구성된 혼성 특수분견대가 유폐된 복드 칸을 구출하여 복기사로 모셔갔다. 같은 시각 다른 분견대가 니슬렐 휘리 동쪽의 산맥을 향해 움직였다. 2월 3일, 웅게른슈테른베르크는 부대에 일시 전투중지를 명령했다. 그는 칭기즈 칸을 흉내내어 도시 주변의 고지들 위에 불을 지피게 했고, 밤이 되자 마치 도시가 압도적인 수의 적에게 포위된 것처럼 보였다. 2월 4일 새벽, 웅게른슈테른베르크는 중국군 병영들에 공격을 가해 함락시켰다. 그리고 병력을 두 개로 나누어 하나는 중국 매매성(買賣城)에 틀어박힌 중국군 잔당을 공격하는 주공으로 삼았다. 다른 하나는 서쪽의 영사관 지역을 공격했다. 매매성에 도달한 웅게른슈테른베르크는 폭약과 공성추를 동원해 문짝을 부쉈다. 문이 뚫리자 백병전이 벌어졌고 많은 사람이 죽었다. 매매성을 함락시킨 웅게른슈테른베르크는 영사관 공격 부대와 합류했다. 중국군의 역습을 받은 웅게른슈테른베르크는 북동쪽으로 잠깐 후퇴했다가, 북서쪽에서 나타난 다른 카자크-몽골인 분견대의 지원을 받아 재공격을 가했다. 웅게른슈테른베르크의 군대는 점차 도시를 동에서 서로 잠식해 갔고, 동시에 중국군은 그만큼 밀려났다. 마침내 2월 4일 도시가 함락되었다. 중국측 민정공무원들과 군사지휘관들은 이미 2월 3일 밤에 차 11대에 나눠 타고 부하들을 버리고 북쪽으로 도망갔다. 중국군 병사들은 2월 4일에서 5일 사이에 북쪽으로 도망치면서 그 와중에 몽골인 민간인들을 마주치는 대로 죽였다. 한편 적군 지지 성향의 러시아인들도 중국군을 따라 도망갔다. 이 전투에서 중국군은 1,500명, 웅게른슈테른베르크군은 60명이 전사했다.
전투가 끝난 뒤 웅게른슈테른베르크 부대는 중국인들의 상점을 약탈하고, 유대인들을 학살하기 시작했다. 유대인들의 경우, 웅게른슈테른베르크가 자신이 살려주라고 찍어준 자들을 제외하면 모두 죽이라고 직접 명령을 내렸다. 남아 있는 문서와 회고록들을 통해 추산해 보면 웅게른슈테른베르크의 몽골 지배 중 유대인은 43-50명이 죽었고, 이것은 웅게른슈테른베르크의 명령으로 살해된 사람들의 5-6%에 해당한다. 약탈이 끝난 뒤로도 레오니트 시파일로(Leonid Sipailo) 대령이 지휘하는 비밀경찰이 "빨갱이" 수색을 계속했다. 3월 11일-13일, 웅게른슈테른베르크는 니슬렐 휘리 남쪽 처이르의 중국군 요새를 함락시켰다. 웅게른슈테른베르크군은 900명, 중국군 방어군은 1,500명 정도였다. 처이르를 함락시킨 웅게른슈테른베르크는 니슬렐 휘리로 돌아갔다. 카자크인과 몽골인으로 이루어진 분견대들은 남쪽으로 계속 내려가서 자민우드의 중국인 기지를 공격했다. 자민우드의 중국군은 싸우지도 않고 도망가 버렸다.
몽골 북쪽 캬흐타 근교로 도망간 중국군 패잔병들은 니슬렐 휘리를 서쪽으로 우회하여 중국으로 돌아가려 했다. 한편 니슬렐 휘리의 러시아인들과 몽골인들은 중국군이 도시를 재탈환하려 하지 않을까 두려워했다. 중국군을 막기 위해 카자크인과 몽골인으로 이루어진 수백 명의 부대가 파견되었다. 3월 30일에서 4월 2일 사이에 중국인은 1,000 명 이상, 몽골인, 러시아인, 부랴트인은 100여명 사망했다. 중국군은 웅게른슈테른베르크군의 추격을 받으며 남쪽 국경까지 패주한 끝에 외몽골을 벗어났다.

### 몽골에서의 5개월

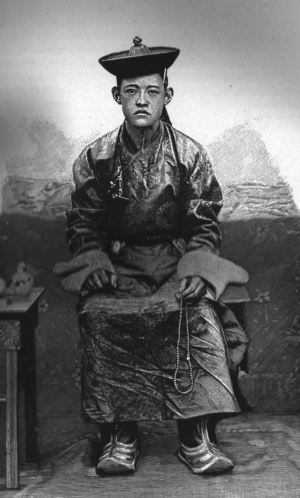
젊은 시절의 복드 칸

웅게른슈테른베르크 남작과 몽골 귀족들은 1921년 2월 21일 복드 칸을 복기사에서 니슬렐 휘리로 다시 모셔왔다. 다음날 엄숙한 의식 하에 복드 칸이 칸위에 복위했다. 중국군을 몰아내준 보답으로 복드 칸은 웅게른슈테른베르크에게 "다르칸 호쇼이 친왕" 작위와 여러 특권을 수여했다. 전투에 참여한 다른 장교들과 몽골 귀족들도 각자 작위와 상을 받았다. 한편 세묘노프는 니슬렐 휘리를 점령했다고 웅게른슈테른베르크의 계급을 중장으로 높여 주었다.
1921년 2월 22일, 외몽골은 독립군주국임을 선언했다. 몽골의 최고권력은 복드 칸 젭춘담바 쿠툭투 8세에게 돌아갔다. 공병장교 카밀 기지츠키, 폴란드 모험가 페르디난드 안토니 오센도프스키 등 목격자들에 따르면, 웅게른슈테른베르크가 가장 먼저 한 일은 거리 청소와 위생, 종교적이고 관용적인 생활의 독려였다고 한다. 또 일종의 경제개혁도 시도했다. 오센도프스키는 원래 콜차크 부대에 속해 있었는데 콜차크가 망하자 몽골로 도망 와 있었다. 오센도프스키는 웅게른슈테른베르크의 손에 꼽는 친구 중 하나가 되었으며 1922년 자신의 시베리아와 몽골 모험담을 『인간, 짐승, 신』이라는 제목의 영어 책으로 출간해 베스트셀러 작가가 된다. 이 책은 영어권에 웅게른슈테른베르크의 이야기의 주요 사료로 가장 널리 인용되었다. 오센도프스키의 일기와 책, 몽골에서 발견된 문서들을 대조해본 결과 오센도프스키의 웅게른슈테른베르크에 관한 수기는 거의 대부분 사실이었다. 오센도프스키는 웅게른슈테른베르크의 관점을 신지학 용어를 사용해 묘사했는데, 웅게른슈테른베르크는 신지학 교도였던 적이 없으므로 주의를 요한다.
웅게른슈테른베르크는 몽골의 내정에 간섭하지 않았고, 몽골인들에 관해서는 오로지 복드 칸의 명령에 따라서만 행동했다. 반면 러시아계 식민자들은 레오니트 시파일로가 이끄는 웅게른슈테른베르크의 비밀경찰에 잔혹한 취급을 당했다. 시파일로와 그 부하들에 의해 많은 무고한 사람들이 고문당하고 살해당했다. 웅게른슈테른베르크의 명령에 따라서, 또는 그 명령을 빙자하여 러시아와 몽골에서 살해된 사람은 총 846명이다. 그 중 니슬렐 휘리에서만 100-120명이 죽었는데, 이것은 니슬렐 휘리의 외국인 인구의 3-8%에 해당했다.
몇몇 목격자들은 웅게른슈테른베르크의 아시아 기마사단을 향후 만들어질 몽골 국민군대의 준비단계라고 여기기도 했다. 웅게른슈테른베르크의 사단은 중국인, 일본인, 카자크인, 몽골인, 부랴트인, 타타르인 등 다양한 민족들로 이루어진 연대들로 이루어졌다. 웅게른슈테른베르크는 자기 사단에는 16개 민족이 있다고 이야기했다. 티베트인도 10여 명 있었다. 이 티베트인들은 달라이 라마 13세가 웅게른슈테른베르크와 교감하여 보낸 것이거나, 또는 니슬렐 휘리의 티베트인 정착민 출신이었을 것이다. 한편, 일본인 부대가 존재했다는 것은 웅게른슈테른베르크의 몽골 활동의 배후에 일본이 있었다는 증거로 거론된다. 하지만 일본측 문서들을 연구한 결과 이 일본인들은 자기 뜻대로 움직이는 용병이었으며, 웅게른슈테른베르크는 일본의 조종을 받지 않았다고 한다.

### 몰락

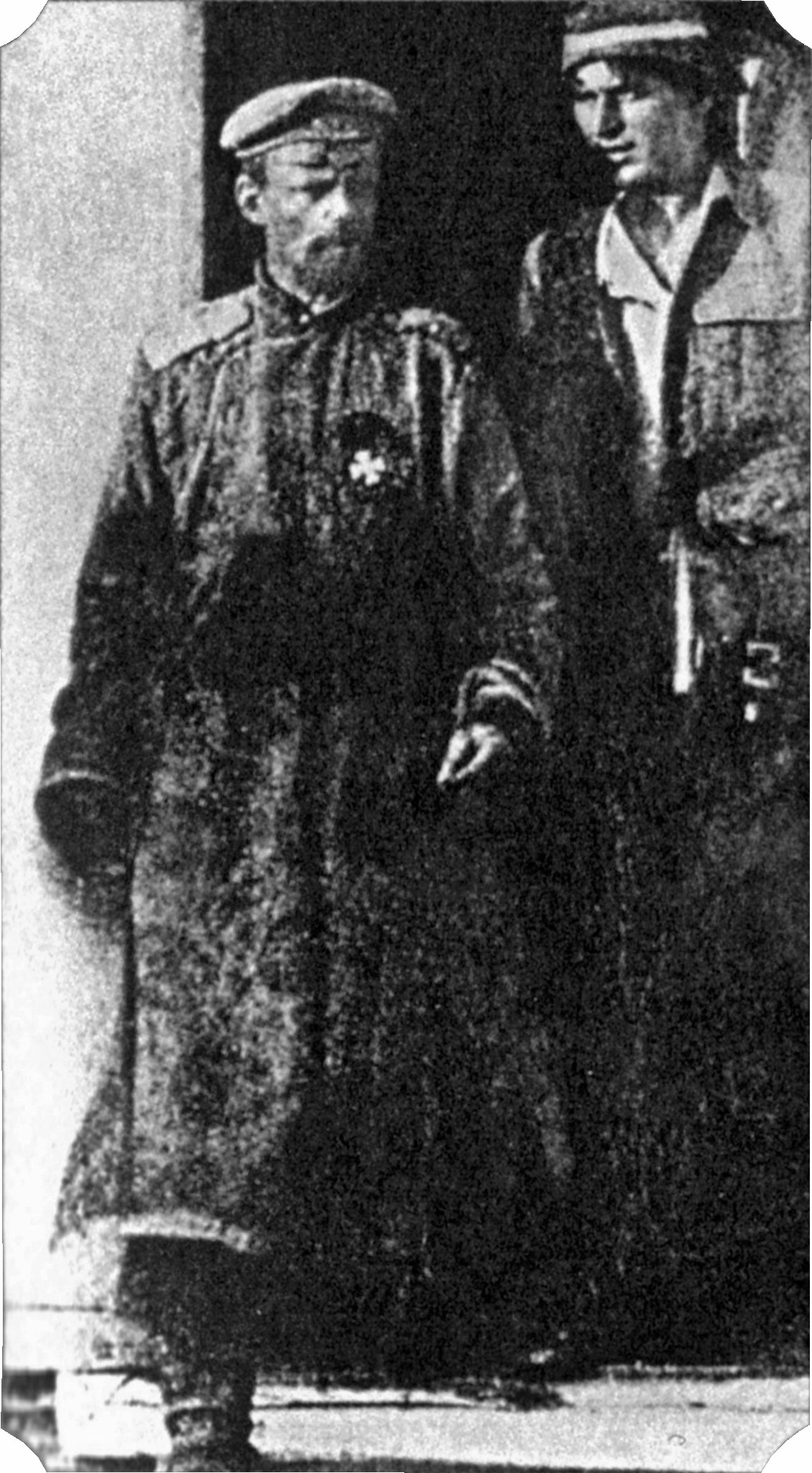
1921년의 웅게른슈테른베르크 남작.

볼셰비키들은 10월 혁명 직후부터 몽골 침투를 시작했다. 1921년이 되면 러시아 SFSR과 극동 공화국 소속의 적군 부대들이 웅게른슈테른베르크를 잡기 위해 신생 독립국 몽골을 침공하기 시작했다. 이 부대들 중에 담딘 수흐바타르가 이끄는 몽골인 적군도 있었다. 웅게른슈테른베르크의 군대를 약화시키기 위해 간첩들과 소규모 척후부대들이 사전 공작을 펼쳤다. 웅게른슈테른베르크는 이런 적군 부대들을 시베리아에서 영격하고, 시베리아의 반공 반란을 지원할 목적으로 시베리아 원정대를 조직했다. 웅게른슈테른베르크는 자신이 시베리아와 몽골의 현지인들에게 지지를 받고 있다고 믿고, 적군에게 수효와 무기가 모두 압도당했음에도 딱히 대책을 세우지 않았다. 하지만 웅게른슈테른베르크가 모르는 사이 적군은 시베리아의 반란을 일찌감치 분쇄했고, 레닌의 신경제정책으로 경제통제가 일시적으로 완화되었다. 그래서 웅게른슈테른베르크가 시베리아에 도착했을 때 그에게 가담한 현지 농민이나 카자크는 거의 없었다.
봄이 되자 아시아 기마사단은 2개 여단으로 재편성되었다. 하나는 중장 웅게른슈테른베르크가 지휘했고 다른 하나는 소장 레주킨이 지휘했다. 5월 레주킨 여단이 러시아 국경을 넘어 셀렝가강 서안에 공격을 개시했다. 웅게른슈테른베르크 여단은 니슬렐 휘리를 나와서 트로이츠코삽스크(오늘날의 부랴트 공화국 캬흐타)의 러시아인 읍락을 향해 천천히 움직였다. 한편 적군의 대군은 여러 방향에서 몽골을 향해 몰려왔다. 적군은 장비(장갑차, 항공기, 철도, 포함, 탄약, 예비대 등) 면에서나 수효 면에서나 압도적인 우위에 있었다. 6월 11-13일, 웅게른슈테른베르크는 당연히 패배했고 트로이츠코삽스크 함락에 실패했다. 볼셰비키와 몽골 적군은 웅게른슈테른베르크의 수비대와 소규모 산병전을 치르고 1921년 7월 6일 니슬렐 휘리를 점령했다.

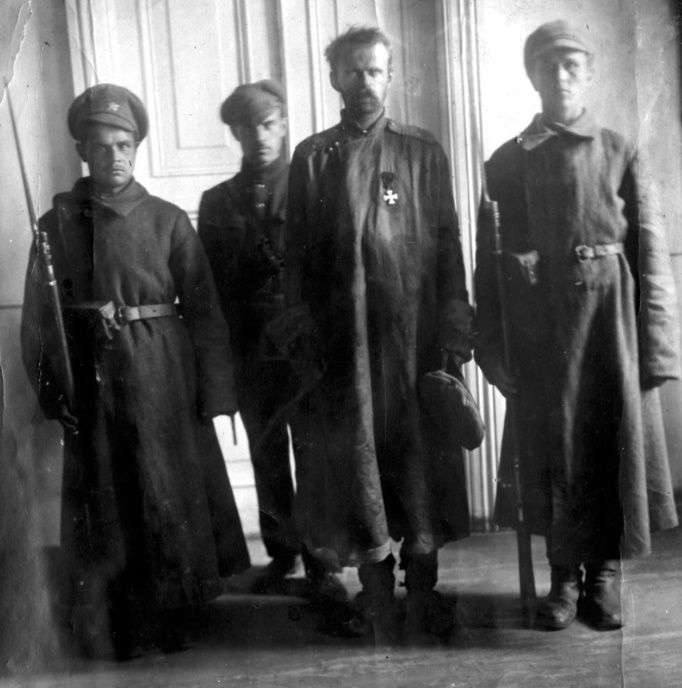
총살되기 직전의 웅게른슈테른베르크 남작.

하지만 적군은 수도만 점령했을 뿐 아시아 기마사단의 주력(웅게른슈테른베르크와 레주킨의 여단들)은 아직 깨뜨리지 못했다. 웅게른슈테른베르크는 부대를 정비하여 몽-러 국경의 자바이칼 지역을 침공했다. 병사들과 지역민들의 지지를 얻기 위해 웅게른슈테른베르크는 그리고리 세묘노프와 일본군과 협정을 맺었음을 주장했다. 하지만 세묘노프나 일본이나 모두 그를 도울 마음이 없었다. 며칠간 휴식한 뒤 7월 18일 아시아 기마사단은 소비에트 영토를 공격하기 시작했다. 카밀 기지츠키와 미하일 토르놉스키의 목격담이 대략 일치하며, 두 사람 모두 웅게른슈테른베르크군의 수효가 총 3,000 여명 정도였다고 한다. 웅게른슈테른베르크군은 러시아 영토 깊숙히 침투했다. 소비에트 측은 베르크네우딘스크(오늘날의 부랴트 공화국 울란우데) 등 백군이 올 것으로 예상되는 지역들에 계엄령을 내렸다. 웅게른슈테른베르크군은 읍락 여러 개를 함락시켰다. 8월 1일 노보셀렝긴스크를 함락시키면서 웅게른슈테른베르크의 북진은 멈추었다. 이 때가 되어서야 웅게른슈테른베르크는 자신의 공세가 무계획적임을 깨달았다. 적군의 대군이 몰려온다는 소식이 들려오자 8월 2일 웅게른슈테른베르크는 몽골로 후퇴하기 시작했다. 웅게른슈테른베르크의 병사들은 전쟁 따위 그만두고 만주 쪽으로 가서 다른 러시아 난민들과 합류하고 싶어했다. 하지만 웅게른슈테른베르크는 전혀 딴 맘을 품고 있었다. 그는 투바를 통해 티베트로 가고자 했다. 웅게른슈테른베르크 여단과 레주킨 여단의 병사들은 반란을 일으켜 각자의 지휘관들을 죽이기로 작정했다. 그래서 8월 17일 레주킨이 살해당했다. 다음 날 웅게른슈테른베르크도 암살기도를 겪었다. 암살은 실패했지만 그의 지휘계통과 여단은 완전히 붕괴했다. 8월 20일, 웅게른슈테른베르크는 표트르 슈체틴킨(훗날 체카에 합류)이 이끄는 유격대에 포로로 잡혔다. 1921년 9월 15일, 6시간 15분간의 요식재판이 열렸다. 검사는 예멜랸 야로슬랍스키가 맡았다. 총살형이 선고되었고, 그날 밤 노보니콜라옙스크에서 즉시 집행되었다. 남작이 사형당했다는 소식이 전해지자 복드 칸은 몽골 전역의 사찰들에 제사를 지내라는 명을 내렸다.

## 참고 자료
- Kuzmin, Sergei L., 편집. (2004a). Legendarnyi Baron: Neizvestnye Stranitsy Grazhdanskoi Voiny (러시아어). Moscow: KMK Sci. Press. ISBN 978-5-87317-175-0.
  - Tornovsky, M. G. "Events in Mongolia-Khalkha in 1920–1921". In Kuzmin (2004a).
- Kuzmin, Sergei L., 편집. (2004b). Baron Ungern v Dokumentakh i Memuarakh (러시아어). Moscow: KMK Sci. Press. ISBN 978-5-87317-164-4.
- Kuzmin, Sergei L. (2011). The History of Baron Ungern. An Experience of Reconstruction. Moscow: KMK Sci. Press. ISBN 978-5-87317-692-2.
- Kuzmin, Sergei L. (2013). “How bloody was the White Baron?”. Inner Asia 15 (1).
- Palmer, James (2008). The Bloody White Baron: The Extraordinary Story of the Russian Nobleman Who Became the Last Khan of Mongolia. New York: Basic Books. ISBN 9780571230242.
- Pershin, D. P. (1999). Baron Ungern, Urga i Altanbulak (러시아어). Samara: Agni. ISBN 978-5898500030.
- Smith, Canfield (1980). “The Ungernovščina – How and Why?”. Jahrbücher für Geschichte Osteuropas 28 (4): 590–595.
- Sunderland, Willard (2014). The Baron's Cloak: A History of the Russian Empire in War and Revolution. Cornell University Press. ISBN 978-0-8014-5270-3.